# 지방자치인재개발원
지방자치인재개발원(地方自治人才開發院, Local Government Officials Development Institute, 약칭: LOGODI)은 정부의 공무원교육훈련에 관한 정책과 지침에 따라 행정안전부 소속 공무원, 자치행정분야 직무에 종사하는 공무원, 지방자치단체에 근무하는 공무원 및 자치행정 관련 민간 종사자의 교육 훈련에 관한 사무를 관장하는 대한민국 행정안전부의 소속기관이다. 2017년 7월 26일 발족하였으며, 전북특별자치도 완주군 이서면 반교로 150에 위치하고 있다. 원장은 고위공무원단 가등급에 속하는 일반직공무원으로 보한다.

## 설치 근거 및 소관 업무

### 설치 근거
- 「행정안전부와 그 소속기관 직제」 제2조제1항[2]

### 소관 업무
- 행정안전부 소속 공무원, 자치행정분야 직무에 종사하는 공무원, 지방자치단체에 근무하는 공무원 및 자치행정 관련 민간종사자의 교육훈련

## 연혁
- 1965년 9월 1일: 내무부 소속으로 지방행정연수원 설치.
- 1978년 1월 24일: 경기도 수원시 장안구 파장동으로 신축 이전.
- 1994년 4월 21일: 중앙민방위학교와 통합.
- 1998년 2월 28일: 행정자치부로 소속으로 변경.
- 1999년 1월 1일: 국가전문행정연수원으로 개편.
- 1999년 1월 2일: 교육행정연수부를 본원으로 이전하고, 통계연수부를 대전분원으로 이전.
- 1999년 1월 19일: 건설교통연수부를 수원분원으로 이전.
- 2004년 6월 1일: 민방위교육관을 소방방재청으로 이관.
- 2005년 1월 1일: 자치인력개발원으로 개편.
- 2005년 12월 9일: 혁신연구개발센터를 신설함
- 2006년 1월 1일: 지방혁신인력개발원으로 개편.
- 2008년 2월 29일: 행정안전부 소속 지방행정연수원으로 개편.
- 2013년 3월 23일: 안전행정부 소속으로 변경.
- 2013년 8월 1일: 전북 혁신도시로 이전.
- 2014년 11월 19일: 행정자치부 소속으로 개편.
- 2017년 7월 26일: 행정안전부 소속 지방자치인재개발원으로 개편.

## 조직

### 원장
기획부
- 행정지원과[4]
- 기획협력과[5]
- 국제교육협력과[5][6]

교수부
- 교육총괄과[4]
- 지방의정연수센터
- 정책리더양성과[5]
- 전문역량교육과[5]
- 지방자치역량센터[5]

## 역대 원장

### 지방행정연수원장
| 대수 | 이름           | 임기                                |
| ---- | -------------- | ----------------------------------- |
| 초대 | 신충선(申忠善) | 1965년 10월 23일 ~ 1966년 7월 10일  |
| 2대  | 백태신(白台信) | 1966년 7월 11일 ~ 1967년 8월 21일   |
| 3대  | 서정화(徐廷和) | 1967년 8월 22일 ~ 1968년 8월 23일   |
| 4대  | 이학중(李學重) | 1968년 8월 24일 ~ 1969년 7월 22일   |
| 5대  | 장형태(張炯泰) | 1969년 7월 23일 ~ 1971년 8월 10일   |
| 6대  | 남문희(南文熙) | 1971년 8월 11일 ~ 1973년 7월 8일    |
| 7대  | 안갑준(安甲濬) | 1973년 7월 9일 ~ 1974년 7월 17일    |
| 8대  | 김해두(金解斗) | 1974년 7월 18일 ~ 1974년 9월 3일    |
| 9대  | 김재연(金在淵) | 1974년 11월 13일 ~ 1975년 11월 12일 |
| 10대 | 한정수(韓程洙) | 1975년 11월 13일 ~ 1976년 7월 25일  |
| 11대 | 남영우(南永祐) | 1976년 7월 26일 ~ 1977년 7월 20일   |
| 12대 | 강신익(姜信翼) | 1977년 7월 21일 ~ 1978년 9월 10일   |
| 13대 | 장형태(張炯泰) | 1978년 9월 21일 ~ 1979년 1월 10일   |
| 14대 | 정채진(鄭埰鎭) | 1979년 1월 15일 ~ 1980년 4월 27일   |
| 15대 | 김태호(金泰鎬) | 1980년 4월 28일 ~ 1981년 6월 30일   |
| 16대 | 전영춘(田英春) | 1981년 7월 1일 ~ 1984년 3월 6일     |
| 17대 | 장병구(將炳九) | 1983년 3월 7일 ~ 1984년 10월 9일    |
| 18대 | 이창수(李昌洙) | 1984년 10월 10일 ~ 1987년 12월 30일 |
| 19대 | 김원석(金原奭) | 1987년 12월 31일 ~ 1988년 12월 31일 |
| 20대 | 이판석(李判石) | 1989년 1월 1일 ~ 1989년 12월 12일   |
| 21대 | 윤세달(尹世達) | 1989년 12월 13일 ~ 1991년 1월 10일  |
| 22대 | 윤한도(尹漢道) | 1991년 1월 11일 ~ 1992년 1월 20일   |
| 23대 | 김덕영(金德永) | 1992년 1월 24일 ~ 1992년 4월 30일   |
| 24대 | 임경호(林敬鎬) | 1992년 5월 1일 ~ 1993년 3월 11일    |
| 25대 | 김기재(金杞載) | 1993년 3월 12일 ~ 1993년 12월 29일  |
| 26대 | 정태수(鄭泰洙) | 1993년 12월 30일 ~ 1994년 9월 26일  |
| 27대 | 나승포(羅承布) | 1994년 9월 27일 ~ 1995년 7월 10일   |
| 28대 | 김흥래(金興來) | 1995년 7월 20일 ~ 1995년 9월 27일   |
| 29대 | 김충규(金忠奎) | 1995년 10월 17일 ~ 1997년 3월 14일  |
| 30대 | 석영철(石泳哲) | 1997년 3월 15일 ~ 1998년 3월 7일    |
| 31대 | 안재헌(安載憲) | 1998년 3월 14일 ~ 1998년 6월 24일   |
| 32대 | 오형환(吳馨煥) | 1998년 6월 25일 ~ 1999년 12월 31일  |

### 국가전문행정연수원장
| 대수 | 이름           | 임기                               |
| ---- | -------------- | ---------------------------------- |
| 33대 | 오형환(吳馨煥) | 1999년 1월 1일 ~ 2001년 4월 19일   |
| 34대 | 김중양(金重養) | 2001년 4월 20일 ~ 2002년 7월 19일  |
| 35대 | 김재철(金在喆) | 2002년 7월 31일 ~ 2003년 3월 21일  |
| 36대 | 조기안(趙基安) | 2003년 5월 27일 ~ 2004년 6월 7일   |
| 37대 | 문원경(文元京) | 2004년 6월 7일 ~ 2004년 7월 31일   |
| 38대 | 이권상(李權相) | 2004년 8월 16일 ~ 2004년 12월 31일 |

### 자치인력개발원장
| 대수 | 이름           | 임기                              |
| ---- | -------------- | --------------------------------- |
| 39대 | 이권상(李權相) | 2005년 1월 1일 ~ 2005년 12월 31일 |

### 지방혁신인력개발원장
| 대수 | 이름           | 임기                             |
| ---- | -------------- | -------------------------------- |
| 40대 | 이권상(李權相) | 2006년 1월 1일 ~ 2006년 2월 24일 |
| 41대 | 조명수(趙明洙) | 2006년 9월 1일 ~ 2007년 4월 9일  |
| 42대 | 박연수(朴演守) | 2007년 4월 9일 ~ 2008년 2월 28일 |

### 지방행정연수원장
| 대수 | 이름           | 임기                               |
| ---- | -------------- | ---------------------------------- |
| 43대 | 하동원(河東源) | 2008년 3월 13일 ~ 2008년 12월 22일 |
| 44대 | 임우진(林宇鎭) | 2008년 12월 31일 ~ 2010년 2월 9일  |
| 45대 | 이상복(李相福) | 2010년 2월 10일 ~ 2010년 8월 5일   |
| 46대 | 이인화(李仁禾) | 2010년 8월 6일 ~ 2010년 1월 21일   |
| 47대 | 김종해(金鍾海) | 2010년 12월 22일 ~ 2012년 1월 5일  |
| 48대 | 김정삼(金楨三) | 2012년 1월 16일 ~ 2013년 4월 22일  |
| 49대 | 임채호(林采虎) | 2013년 4월 23일 ~ 2014년 12월 17일 |
| 50대 | 최두영(崔斗永) | 2015년 1월 2일 ~ 2015년 7월 4일    |
| 51대 | 주낙영(朱洛榮) | 2015년 8월 25일 ~ 2017년 2월 28일  |
| 52대 | 배진환(裵晋煥) | 2017년 3월 6일 ~ 2017년 7월 25일   |

### 지방자치인재개발원장
| 대수 | 이름           | 임기                              |
| ---- | -------------- | --------------------------------- |
| 53대 | 배진환(裵晋煥) | 2017년 7월 26일 ~ 2018년 2월 19일 |
| 54대 | 박병호(朴炳昊) | 2018년 2월 20일 ~ 2018년 8월 7일  |
| 55대 | 박재민(朴宰民) | 2018년 8월 13일 ~ 2020년 9월 11일 |
| 56대 | 이인재(李寅宰) | 2020년 9월 14일 ~ 2021년 4월 29일 |
| 57대 | 김장회(金璋會) | 2021년 5월 1일 ~ 2021년 10월 7일  |
| 58대 | 윤종진(尹鍾鎭) | 2021년 10월 8일 ~ 2022년 7월 4일  |
| 59대 | 류임철(柳任哲) | 2022년 7월 5일 ~ 2024년 3월 29일  |
| 60대 | 임상규(林相圭) | 2024년 4월 1일 ~ 2024년 11월 12일 |
| 61대 | 안준호(安埈昊) | 2025년 1월 20일 ~                 |